# Live in Montreux 69
Live in Montreux 69 uživo je album britanskog hard rock sastava Deep Purple, koje 2006. godine, objavljuje diskografska kuća 'Sonic Zoom'.
Koncert je snimljen 4. listopada 1969. godine, u 'Montreux Kasinu', Montreux Švicarska, koji je dvije godine nakon tog potpuno izgorio.
Album sadrži neke od prvih izvedbi skladbi "Speed King" i "Child in Time", koje su osam mjeseci kasnije objavljene na studijskom albumu In Rock. Uživo verzija skladbe "Kentucky Woman", jedna je od poznatijih koju je izvodila Purpleova postava MK II. Materijal ne sadrži skladbe s njihovog najnovijeg albuma Deep Purple, jer nije objavljen u Europi. Ove uživo skladbe na albumu vrlo se rijetko mogu naći na drugim izdanjima.

## Popis pjesama
Sve pjesme napisali su Ritchie Blackmore, Ian Gillan, Roger Glover, Jon Lord i Ian Paice, osim gdje je drugačije naznačeno.

### Disk prvi
1. "Speed King|Speed King/Kneel & Pray" - 5.54
2. "Hush" (Joe South) - 6:20
3. "Child in Time" - 12:38
4. "Wring That Neck" (Blackmore, Nick Simper, Lord, Paice) - 20:30

### Disk drugi
1. "Paint It Black" (Mick Jagger, Keith Richards) - 10:48
2. "Mandrake Root" (Rod Evans, Blackmore, Lord) - 22:08
3. "Kentucky Woman" (Neil Diamond) - 6:00

## Izvođači
- Ritchie Blackmore - gitara
- Ian Gillan - vokal, udaraljke
- Roger Glover - bas-gitara
- Jon Lord - orgulje, klavijature
- Ian Paice - bubnjevi, udaraljke

## Vanjske poveznice
- Allmusic.com - Deep Purple - Live in Montreux 69